# Victor Courtois
Pour les articles homonymes, voir Courtois.
Compléments
Courtois fut un pionnier du dialogue islamo-chrétien
Victor Courtois, né le 18 septembre 1907 à Louvain (Belgique) et décédé le 21 décembre 1960 à Calcutta (Inde) était un prêtre jésuite belge, missionnaire au Bengale, en Inde, islamologue et pionnier du dialogue chrétien-musulman.

## Biographie

### Jeunesse et formation
Né le 18 septembre 1907 à Louvain (Belgique), Victor Courtois entre dans la Compagnie de Jésus le 23 septembre 1926 et fait ses deux ans de noviciat à Tronchiennes. En janvier 1931 il arrive en Inde et passe trois ans au philosophat de Shembaganur, en Inde du Sud, pour l’étude de la philosophie. L’Islam l’intéresse. Aussi après une brève période d’enseignement au collège Saint-Xavier de Calcutta, il est envoyé (1935) à Beyrouth au Liban, pour y étudier l’arabe et s’initier à la culture du monde islamique. 
Courtois étudie l’arabe classique (arabe coranique) à Beyrouth, Damas et au Caire. Il y acquiert de plus une bonne familiarité avec le Coran. Revenu à Calcutta en 1936 il enseigne de nouveau au collège Saint-Xavier puis commence ses études de théologie à Kurseong (1937) A la fin de sa formation académique et spirituelle il est ordonné prêtre au théologat de Kurseong (Inde) le 21 novembre 1939, par Mgr Ferdinand Perier, archevêque de Calcutta. Courtois passe quelque temps également à Kidderpore et Lucknow pour une meilleure connaissance de la langue ourdoue.

### Relations entre Chrétiens et Musulmans
Au cours de sa formation initiale en Belgique le père Courtois avait été influencé par le père Pierre Charles, fondateur de la Missiologie et théologien très ouvert aux religions non-chrétiennes. Ainsi Courtois, lorsqu’il arrive au Bengale anticipe cette attitude de ‘respect mutuel et compréhension envers les autres religions’ prônée plus tard par le concile Vatican II (qu’il ne connaitra pas).  
Le père Courtois enseigne la culture islamique au collège Saint-Xavier de Calcutta et est invité en de nombreux séminaires de l’Inde. En 1946 il lance une publication modestement appelée ‘Notes on Islam’, la première du genre, dont le but est une meilleure connaissance de cette religion parmi les Chrétiens et mettre en évidence certains points de rapprochement possible
En tant que secrétaire général (plus tard vice-président) de la Société iranienne de Calcutta, il organise la célébration du millénaire de Avicenne (1937) et, onze ans plus tard, celui de la mort d’Al-Biruni (1948). En 1959, Courtois reçoit une médaille d'argent du gouvernement iranien en reconnaissance pour les services rendus dans la promotion des relations culturelles indo-iraniennes. Ses éditoriaux dans ‘Notes sur l'Islam’ témoignent de l'esprit qui animait son travail: «Une compréhension claire doit éliminer l’irritation des préjugés et ouvrir la voie à une plus grande sympathie et respect» (Janvier 1952). Aujourd'hui, nous devons «rivaliser avec les armes de la charité et conquérir sans dommage» (Mars 1955).
Le père Victor Courtois meurt inopinément, à Calcutta, le 21 décembre 1960.

## Écrits
- Notes on Islam (13 volumes), Calcutta, 1946-1960.
- Ed. de al-Bîrûnî Commemoration Volume, Calcutta, 1951.
- Mary in Islam, Calcutta, 1954.
- Ed. de Avicenna Commemoration Volume, Calcutta, 1956.